# À rebrousse-poil
À rebrousse-poil est un film français de Pierre Armand sorti en 1961.

## Synopsis
Deux professeurs, un Français et un russe, viennent de mettre au point un "sérum de bonté" qui transformera l'être le plus féroce et sauvage en doux agneau inoffensif. Après une expérience réussie sur un animal, le temps est venu de tester ce magnifique sérum sur les humains. Mais les résultats obtenus créent rapidement plus de problèmes qu’ils en résolvent…

## Fiche technique
- Titre français : À rebrousse-poil
- Titre belge : Les Piqués
- Réalisation, scénario et dialogues : Pierre Armand
- Chef opérateur : Charles Suin
- Cadreur : Marcel Franchi
- Musique : Alain Nancey et Hubert Degex
- Décorateur : Robert Dumesnil
- Montage : Victor Grizelin
- Assistant réalisateur : Jacky Audouar
- Conseiller technique : Jean Bastia
- Producteurs : Yves Armand et Pierre Armand
- Directeur de Production : Jean Martinelli pour Franco Ciné Productions
- Distributeur : Dispa
- Genre : comédie
- Tournage : du 7 septembre au 8 octobre 1959
- Durée : 87 minutes (1 h 27)
- Sortie à Paris : 8 février 1961

## Distribution
- Jacques Morel : M. Durand
- Micheline Dax : Charlotte
- Mathilde Casadesus : Mme Durand
- Noël Roquevert : le colonel
- Jeanne Fusier-Gir : la concierge
- Lucien Raimbourg : le professeur Campu
- Robert Arnoux : le banquier Carrié
- André Gabriello : le père de famille nombreuse
- Fred Pasquali : le spéléologue
- Nicky Valor : la veuve
- Corinne Darmont : la nièce du spéléologue
- Jeannine Brossard : la comtesse
- Rudy Lenoir : le professeur Rinoff
- Robert Berri
- Francined